# العلاقات الأيرلندية الرومانية
العلاقات الأيرلندية الرومانية هي العلاقات الثنائية التي تجمع بين جمهورية أيرلندا ورومانيا.

## مقارنة بين البلدين
هذه مقارنة عامة ومرجعية للدولتين:
| وجه المقارنة                                              | جمهورية أيرلندا                                       | رومانيا                                                                               |
| --------------------------------------------------------- | ----------------------------------------------------- | ------------------------------------------------------------------------------------- |
| المساحة (كم2)                                             | 70.27 ألف                                             | 238.40 ألف                                                                            |
| عدد السكان (نسمة)                                         | 4.76 مليون                                            | 19.59 مليون                                                                           |
| الكثافة السكانية (ن./كم²)                                 | 67.74                                                 | 82.17                                                                                 |
| العاصمة                                                   | دبلن                                                  | بوخارست                                                                               |
| اللغة الرسمية                                             | اللغة الأيرلندية، لغة إنجليزية، الإنجليزية الأيرلندية | اللغة الرومانية                                                                       |
| العملة                                                    | جنيه أيرلندي، يورو، عملات اليورو الأيرلندية           | ليو روماني                                                                            |
| الناتج المحلي الإجمالي (بليون دولار)                      | 333.73 مليار                                          | 211.80 مليار                                                                          |
| الناتج المحلي الإجمالي (تعادل القوة الشرائية) بليون دولار | 318.16 مليار                                          | 465.56 مليار                                                                          |
| الناتج المحلي الإجمالي الاسمي للفرد دولار أمريكي          | 61.13 ألف                                             | 9.47 ألف                                                                              |
| الناتج المحلي الإجمالي للفرد دولار أمريكي                 |                                                       | 23.63 ألف                                                                             |
| مؤشر التنمية البشرية                                      | 0.916                                                 | 0.793                                                                                 |
| رمز المكالمات الدولي                                      | +353                                                  | +40                                                                                   |
| رمز الإنترنت                                              | .ie                                                   | .ro                                                                                   |
| المنطقة الزمنية                                           | 00، ت ع م+01:00، أوروبا/دبلن ‏                         | ت ع م+02:00، ت ع م+03:00، أوروبا/بوخارست ‏، توقيت شرق أوروبا، توقيت شرق أوروبا الصيفي ‏ |

## مدن متوأمة
في ما يلي قائمة باتفاقيات التوأمة بين مدن أيرلندية ورومانية:
- ترتبط بوندوران مع سيريت باتفاقية توأمة.

## منظمات دولية مشتركة
يشترك البلدان في عضوية مجموعة من المنظمات الدولية، منها:
| علم المنظمة | اسم المنظمة                               | تاريخ انضمام جمهورية أيرلندا | تاريخ انضمام رومانيا |
| ----------- | ----------------------------------------- | ---------------------------- | -------------------- |
|             | المنظمة الأوروبية لسلامة الملاحة الجوية   | 1965                         | 1996                 |
|             | المنظمة الهيدروغرافية الدولية             | ?                            | ?                    |
|             | منظمة الشرطة الجنائية الدولية             | ?                            | ?                    |
|             | الاتحاد البريدي العالمي                   | ?                            | ?                    |
|             | منظمة التجارة العالمية                    | ?                            | 1995                 |
|             | الفريق المعني برصد الأرض                  | ?                            | ?                    |
|             | مجموعة الموردين النوويين                  | ?                            | ?                    |
|             | مؤسسة التنمية الدولية                     | 22 ديسمبر 1960               | 12 أبريل 2014        |
|             | منظمة الأمن والتعاون في أوروبا            | 25 يونيو 1973                | 25 يونيو 1973        |
|             | مؤسسة التمويل الدولية                     | 11 سبتمبر 1958               | 23 سبتمبر 1990       |
|             | مجلس أوروبا                               | ?                            | 7 أكتوبر 1993        |
|             | منظمة حظر الأسلحة الكيميائية              | ?                            | ?                    |
|             | الأمم المتحدة                             | 14 ديسمبر 1955               | 14 ديسمبر 1955       |
|             | الاتحاد الدولي للاتصالات                  | 8 ديسمبر 1923                | 9 فبراير 1866        |
|             | الاتحاد الأوروبي                          | 1973                         | 2007                 |
|             | البنك الدولي للإنشاء والتعمير             | 8 أغسطس 1957                 | 15 ديسمبر 1972       |
|             | مجموعة أستراليا                           | 1985                         | 1995                 |
|             | المركز الدولي لتسوية المنازعات الاستشارية | 7 مايو 1981                  | 12 أكتوبر 1975       |
|             | وكالة الفضاء الأوروبية                    | ?                            | 23 ديسمبر 2011       |
|             | وكالة ضمان الاستثمار متعدد الأطراف        | 27 أكتوبر 1989               | 10 سبتمبر 1992       |
|             | يونسكو                                    | 3 أكتوبر 1961                | 27 يوليو 1956        |

## أعلام
هذه قائمة لبعض الشخصيات التي تربطها علاقات بالبلدين:
- جون هاوسمان (22 سبتمبر 1902[26][27][28] – 31 أكتوبر 1988[26][27][28])

## وصلات خارجية
- موقع وزارة الخارجية الرومانية